# محمد نادر شاه
محمد نادر شاه (9 أبريل 1883 - 8 نوفمبر 1933)، كان ملك أفغانستان في الفترة من 15 تشرين الأول / أكتوبر، 1929 حتى اغتياله في عام 1933.

## الوصول إلى السلطة
محمد نادر خان ولد في ديرادون (شمال الهند), والده محمد يوسف خان. جده كان محمد يحيى خان وكان جده الأكبر سلطان محمد خان، شقيق الأمير دوست محمد خان.
دخل الملك محمد نادر خان أفغانستان وهو في سن الثامن عشر عندما سمح لجده محمد يحيى خان بالعودة من المنفى من قبل أمير أفغانستان الأمير عبد الرحمن خان.
في عهد الملك أمان الله خان دخل محمد نادر العسكرية، في عام 1919م بدأت الحرب في أفغانستان وتوجة محمد نادر إلى الجبهة لمحاربة العدو.
وبعد الحرب أصبح لنادر علاقات مع الإنجليز وعلى أثر هذه العلاقات قام الملك أمان الله خان بتعينه سفير في باريس على سبيل النفي لأن الملك يكره الإنجليز والذين يتعاونون معهم.
تطورت علاقة نادر بالإنجليز وزاد كره الإنجليز له ونادر للملك وأصبح التفكير بإزاحته عن عرشه.
في عام 1929م أجبرت بريطانيا الملك أمان الله خان على التنحي والتنازل عن العرش وبالفعل تنازل الملك عن الحكم واستلم الحكم عناية الله شاه لمدة لم تتجاوز ال 3 أيام وبعدها عاد محمد نادر شاه إلى أرض الوطن أفغانستان ليستلم الملك.

## اغتياله
في 8 نوفمبر لعام 1933 تم اغتيال الملك على يد شاب يدعى عبدالخالق هزاره من انصار الملك المعزول وتم اعدام عبد الخالق.